# 바셀 알아사드 국제공항
바셀 알아사드 국제공항(아랍어: مطار الشهيد عز الدين القسام الدولي, 영어: Bassel Al-Assad International Airport)는 시리아 라타키아에 있는 공항이다. 시리아의 대통령이었던 고 하페즈 알아사드의 아들이자 현 대통령인 바샤르 알아사드의 형인 바셀 알아사드(1962-1994)의 이름을 따 지어졌다.

## 운항 노선

### 국제선
| 항공사        | 목적지 |
| ------------- | ------ |
| 에어 아라비아 | 샤르자 |
| 플라이 두바이 | 두바이 |